# Radikalkonservatism
Radikalkonservatism eller den konservativa revolutionen är en statsvetenskaplig och idéhistorisk term, som avser dels en politisk kultur i Tyskland under Weimarrepubliken (1919–1933) och dels en strömning inom svensk högerpolitik under 1900-talet. Termen används också i övrigt om sådan konservatism som menar att tillståndet i samhället gått så snett, att radikala åtgärder måste vidtas för att inte bärande värden ska skadas och i slutändan hota civilisationsbygget.

## Tysk radikalkonservatism
Samlingsbeteckningen som avser den tyska radikalkonservatismen har primärt använts av idéhistorikern Conny Mithander och sociologen Göran Dahl. I sin forskning har de försökt att fånga det politiskt gemensamma hos en bred skala tyska teoretiker som åren efter första världskriget förespråkade en konservativ revolution, men även ge termen en vidare innebörd. De mest kända företrädarna för denna löst sammanhållna strömning är författaren Ernst Jünger, historiefilosofen Oswald Spengler, statsrättsteoretikern Carl Schmitt och filosofen Martin Heidegger. Viktigt att betona är att det inte handlar om någon sammanhållen rörelse eller ideologi och de flesta av de tänkare som räknas till denna strömning var inte heller partipolitiskt organiserade.

### Begreppshistorik
Begreppet konservativ revolution har gamla anor, men under Weimarrepublikens era var det diktaren Hugo von Hofmannsthal och teoretikern Edgar Julius Jung som introducerade det som ett politiskt gångbart begrepp i bredare kretsar.
De konservativa revolutionärerna stod för en esoterisk nationalism. De avvisade parlamentarism och kapitalism för att dessa satte kvantitet före kvalitet, vilket man ansåg hotade den tyska, eller preussiska, kulturen. Den politiska aspekten av den konservativa revolutionen framgår ur en mer omfattande världsbild och människosyn. De konservativa revolutionärerna var till exempel djupt påverkade av Nietzsches kritik av den liberala framstegstanken och den linjära tidsuppfattningen, vilket anknyter till en antik föreställningsvärld. Vissa avvisade utifrån denna position kristendomen, även om det inte är ett genomgående kännetecken.
En stridsfråga gäller om de konservativt revolutionära idéerna beredde vägen för den nationalsocialistiska regimen eller inte, och i så fall i vilken grad.

### Inriktningar
En av den konservativa revolutionens främste övergripande teoretiker, Armin Mohler, delade in rörelsen i tre löst grupperade huvudkategorier:
- Die Völkischen ("de folkliga"), med rötter i den tyska romantiken och tänkare som Johann Gottfried Herder. Dessa hävdade rasen som en central fråga och kännetecknades av fenomen som friluftsrörelse, antisemitism, antikatolicism, "arisk kristendom", nyhedendom och rasmystik. (Jfr Ariosofi.)

- Jungkonservative ("de ungkonservativa"), som hade en mer utpräglat politiskt teoretisk hållning och företrädare bland akademiska statsvetare, sociologer och nationalekonomer. De förespråkade politiska system som korporatism och ståndsväsen som radikalkonservativa alternativ till den moderna parlamentarismen och kapitalismen. Edgar Julius Jung hörde till denna kategori; en annan viktig teoretiker var Othmar Spann.

- Die Nationalrevolutionären ("de nationalrevolutionära"), som var de kanske mest radikala och aktionsbenägna, ofta påverkade av den socialistiska rörelsen, och med en militär bakgrund som ett av de viktigare kännetecknen. Dessa var även de mest framträdande i protesterna mot Versaillesfreden. Man tänkte sig gärna ett socialistiskt samhälle ordnat enligt militärt hierarkiska principer: uttrycket Die totale Mobilmachung, den totala mobiliseringen, myntades av Ernst Jünger, som i sin ungdom kan sägas vara en av nationalrevolutionärernas huvudföreträdare. Hit räknas även nationalbolsjevikerna, exempelvis Ernst Niekisch.

## Svensk radikalkonservatism
Svensk radikalkonservatism är ett begrepp inom svensk konservatism under och efter andra världskriget, myntat och använt av personer främst inom Föreningen Heimdal och Sveriges Konservativa Studentförbund. Dessa radikalkonservativa menade att den svenska högern borde verka för radikala (välfärds)reformer och på så sätt ta udden av socialdemokratin. Termen och dess anhängare försvann som en konsekvens bland annat av att Högerpartiet accepterande välfärdsstaten genom 1946 års handlingsprogram (Se Ljunggren, Folkhemskapitalismen, Tidens Förlag 1992).

## Urval av den tyska konservativa revolutionens källtexter i svenska översättning
- Thomas Mann, En opolitisk mans betraktelser, Bokförlaget Atlantis 2012
- Oswald Spengler, Västerlandets undergång, Bokförlaget Atlantis 1996-97
- Carl Schmitt, Det politiska som begrepp, Bokförlaget Daidalos 2010
- Ernst Jünger, Sturm, Bokförlaget Augusti 2006

## Skrifter om konservativa revolutionen och radikalkonservatism
- Tema konservativ revolution, Res Publica nr 23., Symposion 1993.
- Anatomie der Konservativen Revolution., Stefan Breuer, 2. korrigerade upplagan. Wissenschaftliche Buchgesellschaft, Darmstadt 1995.
- Preussiska anarkister. Ernst Jünger och hans krets under Weimar-republikens krisår, Carl-Göran Heidegren, Symposion 1997; utvidgad utgåva Bokförlaget Augusti 2016.
- Radical conservatism and the future of politics, Göran Dahl, Sage 1999.
- Antropologi, samhällsteori och politik: radikalkonservatism och kritisk teori: Gehlen, Schelsky, Habermas, Honneth, Joas, Carl-Göran Heidegren, Bokförlaget Daidalos 2002.
- Die konservative Revolution in Deutschland 1918–1932. Ein Handbuch, Armin Mohler, 1. upplagan 1950, utvidgad 6. upplaga, red. av Karlheinz Weißmann, Leopold Stocker Verlag, Graz 2005
- Radikalare än Hitler. De esoteriska och gröna nazisterna. Inspirationskällor. Pionjärer. Förvaltare. Ättlingar, Göran Dahl, Bokförlaget Atlantis 2006.
- Dietrich Eckarts onda öga, Per Landin, Bokförlaget Atlantis 2009.
- Den högra handens tendens, Carl-Göran Heidegren, Bokförlaget Augusti 2022.
- Världsandens partisaner: Filosoferna, tredje riket och den liberala demokratin, Svante Nordin, Fri Tanke 2023.
- "Konservatism som revolution", Urban Lindström, i Konservatismer: en antologi om den politiska konservatismens nyanser, red. Tony Gunnarsson & Hugo Fiévet, Bokförlaget Augusti 2024.